# ژوستین شهید
ژوستین شهید (به فرانسوی: Justin de Naplouse) فیلسوف و مدافع دینی (اپولوجیست) مسیحی بود. وی پیشتاز تفسیر نظریه کلمه در قرن دوم میلادی بود و به همراه چند نفر از شاگردانش جان‌باخت. ژوستین از طرف کلیساهای کاتولیک، انگلیکن، ارتودکس شرقی و ارتدوکسی مشرقی به عنوان قدیس شناخته می‌شود.
ژوستین از یک خانواده یونانی بود و در اوایل قرن دوم میلادی در نابلس فلسطین چشم به جهان گشود. او در فلسفهٔ یونان به‌دنبال حقیقت بود و نخست پیرو فلسفه رواقی شد. اما به‌تدریج از اینکه در شناخت خدا پیشرفت چندانی نداشت، و نیز از اینکه فیلسوف یونانی حتی این امر را ضروری نمی‌دید، سرخورده شد. سپس پیرو فلسفه ارسطویی شد که او ژوستین را برای حق تدریس تحت فشار گذاشت و ژوستین نیز او را ترک کرد، با این باور که او اصلاً فیلسوف نبوده‌است. سپس بر آن شد که پیرویِ یکی از شاگردانِ پیتاگوراس را بکند ولی او از ژوستین انتظار داشت پیش از فراگیریِ فلسفه، موسیقی، نجوم و هندسه بیاموزد. اما ژوستینِ ناشکیبا نزد نوافلاطونیِ مشهوری رفت. او «هرروز پیشرفت‌های چشم‌گیری داشت» اما متکبرانه پیشرفت خود را دست بالا می‌گرفت و انتظار داشت «بلافاصله به موضوع خدا» بپردازد. او در این زمان کنار دریا با پیرمردی روبه‌رو شد که توجه او را به عهدِعتیق و مسیح جلب کرد (ژوستین به این موضوع نیز اشاره می‌کند که چقدر از رشادتِ مسیحیان در رویارویی با شهادت تأثیر یافته بود). بدین‌سان ژوستین مسیحی شد و بر این باور بود که مسیحیت «تنها فلسفهٔ مطمئن و مفید است». او شرح مسیحی شدنش را با این گفتار به پایان می‌برد که «به همین دلیل من یک فیلسوفم». از آن زمان به بعد ژوستین جامهٔ فیلسوفی به‌تن کرد. او صرفاً مسیحی‌ای نبود که در پی ایجاد ارتباط بین مسیحیت و فلسفهٔ یونان باشد بلکه یونانیِ منورشده‌ای بود که باور داشت در مسیحیت عالی‌ترین عناصر فلسفه، خصوصاً فلسفهٔ افلاطونی، مُحَقَق گشته و به کمال رسیده‌است.

## آثار
از آثار ژوستین تنها سه اثر باقی‌مانده‌است:
- «گفتگو با تریفو» که شرح مباحثات طولانی و مستدل با فردی یهودی به‌نام تریفو است[۶] و احتمالاً در افسس نوشته شده، (همان‌جا که ژوستین به مسیحیت گروید)
- آپولوژی I مدافعه‌ای مستدل از ایمان مسیحی خطاب به امپراتور است.
- آپولوژی II چکیده‌ای از مطالب کتاب فوق است که خطاب به سنای رُم نوشته شده‌است.

ژوستین سال‌های واپسین عمر را در رُم گذراند، جایی که در آن به تعلیم مشغول بود. حوالی سال ۱۶۰ همراه دیگر مسیحیان دستگیر، و به جرم مسیحی بودن محاکمه شد. او با امتناع از تقدیم قربانی برای خدایان رومی، ایمان مسیحی‌اش را انکار نکرد و بدین‌سان با اطمینان از رستگاری خود در مسیح، مرگ را به‌جان خرید. آپولوژی I و II آثاری با سطحی به‌مراتب بالاتر از نوشته‌های پدران دورهٔ رسولانند. او در این آثار ایمان مسیحی را به‌شکلی دقیق و استادانه بیان می‌کند. ژوستین صریحاً با مذاهب بت‌پرست معاصرش مخالف بود، و در آثارش اثری از التقاط‌گرایی دیده نمی‌شد.

او زندگی خود را فدا کرد اما حاضر نشد برای خدایان بت‌پرستان قربانی تقدیم کند. او در مواردی نیز منتقد فلسفهٔ یونان بود اما در عین‌حال مسیح را نه عاملی کاملاً بیگانه با فلسفهٔ یونان بلکه تحقق عالی‌ترین عناصر آن می‌دانست. او با به‌کارگیریِ مفهوم «لوگوس» یا «کلمه» که همهٔ انسان‌ها از آن بهره‌مندند به چنین دیدگاهی قوام می‌بخشید. او همچنین بر این باور بود که افلاطون و فلاسفهٔ دیگر برخی اندیشه‌های‌شان را از عهدِعتیق الهام گرفته‌اند.
ما آموخته‌ایم که مسیح نخست‌زادهٔ خدا است. مضافاً این حقیقت را اعلام می‌کنیم که او کلمه‌ای (خِرَد) است که همهٔ انسان‌ها از آن بهره‌مندند. آنانکه مبنای زیستن‌شان عقل و خِرَد (کلمه) است، مسیحی‌اند، اگرچه بی‌خدا نامیده شوند. برای مثال در میان یونانیان می‌توان از سقراط و هراکلیتوس و اشخاص مشابه نام برد و در میان غیریونانی‌ها از ابراهیم… و اشخاص دیگری که ذکر نام و اعمال‌شان ممکن است باعث ملال خاطر شود. (آپولوژی I, 46)
من با تمام قوت می‌کوشم مسیحی باشم و به این امر مباهات نیز می‌کنم، نه چون تعالیم افلاطون و مسیح متفاوت‌اند بلکه چون یکی نیستند. این امر در مورد رواقیون، شعرا و مورخین نیز صادق است. زیرا هر یک به‌میزان بهره‌ای که از «کلمهٔ» مؤثر برده‌اند، از آن سخن گفته‌اند و ارتباط امور را با آن سنجیده‌اند. هر مطلبی که دیگران به‌درستی بگویند از آنِ ما مسیحیان است. زیرا ما پس از خدا، کلمه را محبت و پرستش می‌کنیم که از ذات خدای نازاده و وصف‌ناپذیر است و به‌خاطر ما انسان شد تا با شراکت در رنج‌های ما شفای‌مان بخشد. زیرا این نویسندگان به‌مدد «کلمه» که چون بذری در درون‌شان نشانده شده بود، حقیقت را می‌دیدند، هرچند مکتوم و ناکامل. (آپولوژی II, 13)
ژوستین پس از مسیحی شدن فلسفه را انکار نکرد، بلکه فیلسوف بهتری شد، فیلسوفی حقیقی. او می‌گفت: «رابطهٔ فلاسفه و مسیح رابطه‌ای است میان ناقص و کامل.» بنابراین ژوستین اگرچه میراث یونانی خود را مثبت می‌دید اما اسیر آن نبود. درست است که «کلمه» به فلاسفه درک و فهم بخشیده، اما اینک خودْ در مسیح ظاهر شده‌است. کامل باید ناقص را بسنجد و تصحیح و کامل کند. ژوستین بعضاً ناقد صریحِ فلسفهٔ یونان بود: «عقل و خِرَد هادی کسانی است که حقیقتاً پارسا و اندیشمندِ فلسفی‌اند و تنها حقیقت را ارج می‌نهند و عزیز می‌دارند، و از پیرویِ افکار سنتیِ پوچ و بی‌ارزش، می‌پرهیزند.» او همواره خود را هم‌سنگرِ سقراط می‌دانست که همچون مسیحیان اولیه به‌خاطر رد کردنِ خدایان بت‌پرستانْ مُلحد محسوب می‌شد و برای ایمان مسیحی‌اش جفا می‌دید. اما بر این باور بود که مسیح بی‌نهایت والاتر از سقراط است «زیرا کسی به سقراط تا بدان حد توکل نمی‌کند که جان در راه او بنهد. اما مسیح، نه تنها اندیشمندان و فلاسفه به او ایمان دارند بلکه پیشه‌وران و بی‌سوادان و عوام نیز به‌خاطرش، ارج و منزلت و ترس، و حتی مرگ را نیز به‌هیچ می‌شمارند.» ژوستین خود نیز در زمان مقرر عزم و ارادهٔ مسیحیان برای فدا شدن در راه ایمان‌شان را عملاً به نمایش گذاشت. کلمنت و اوریجن در اسکندریه شیوهٔ ژوستین را در پیش گرفتند که بین تفکر یونانیِ پیشین خود و ایمان مسیحی‌اش تداوم و پیوستگی می‌دید. اما ترتولیان در کارتاژ شدیداً با این شیوه مخالف بود.